# Długie Ogrody
Długie Ogrody (niem. Langgarten) – część Gdańskiej dzielnicy Śródmieście położona w osi ulicy o tej samej nazwie, nad Nową Motławą.

## Położenie
Długie Ogrody położone są we wschodniej części dzielnicy Śródmieście, nad Nową Motławą poprzez którą graniczą z wyspami: Ołowianką i Wyspą Spichrzów. Od północy obszar ten graniczy z Sienną Groblą, od wschodu z Rudnem, a od południa z Dolnym Miastem. Długie Ogrody położone są w okręgu historycznym Gdańsk.

## Historia
Długie Ogrody zostały przyłączone w granice administracyjne miasta na przełomie XIV i XV w. Swoją nazwę zawdzięczają historycznemu kształtowi parceli – wąskich (kilka m) i długich (często ponad 100 m).
Od 1945 do 1989 ulica była częścią ul. Elbląskiej. Historyczną nazwę przywrócono przy okazji zmian nazw ulic związanych z transformacją ustrojową.
Przy ulicy znajdują się m.in. zabytkowa Brama Żuławska oraz zabytkowy kościół św. Barbary.

## Zabudowa

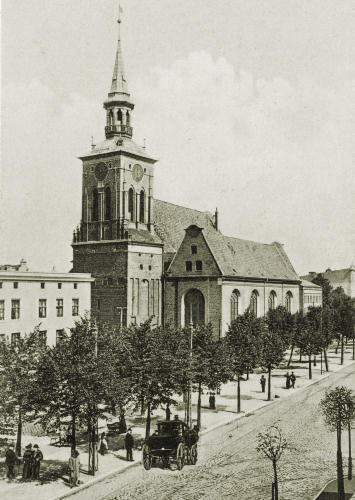
Długie Ogrody i kościół św. Barbary (z południową nawą), ok. 1890

Zabudowa Długich Ogrodów została w znacznej części zniszczona podczas walk o Gdańsk w marcu 1945. Zachowała się jedynie część budynków północnej pierzei ulicy, między Bramą Żuławską a kościołem św. Barbary.
Ulicę poszerzono do dwujezdniowego ciągu z miejscami parkingowymi pośrodku w latach 60. XX w. wyburzając w tym celu m.in. południową nawę kościoła św. Barbary. Pierzeję północną uzupełniono czteropiętrowymi blokami mieszkalnymi. Po południowej stronie ulicy, na tyłach dawnych ogrodów, postawiono punktowce z wielkiej płyty. Fragment pierzei południowej zabudowano w latach 90. XX w. historyzującymi kamienicami.
Po otwarciu Podwala Przedmiejskiego wraz z linią tramwajową, wycofano z ulicy tramwaje, kursujące dotąd od ulicy Łąkowej w kierunku Stogów i Przeróbki – torowisko rozebrano.

## Historia

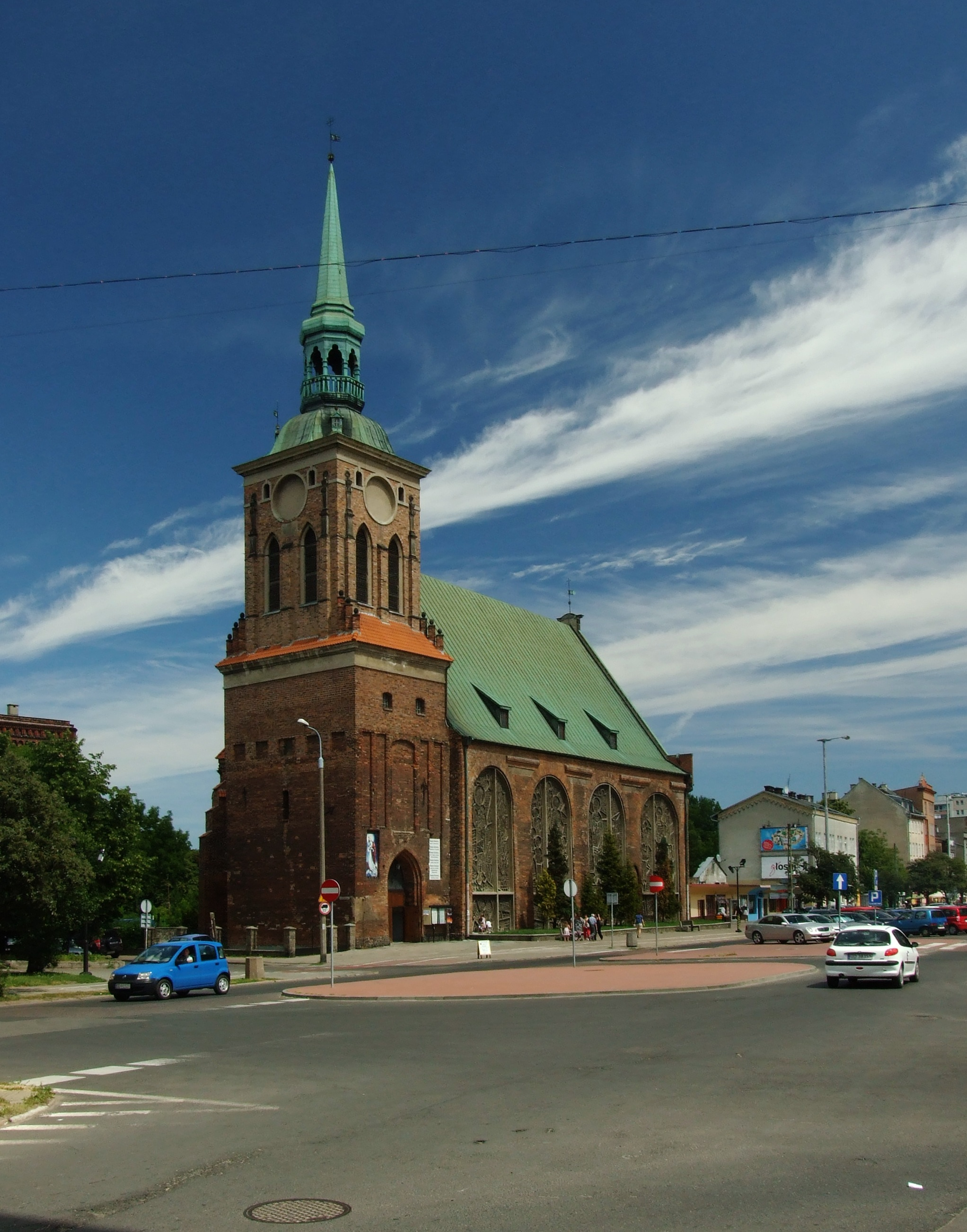
Długie Ogrody i kościół św. Barbary, 2010

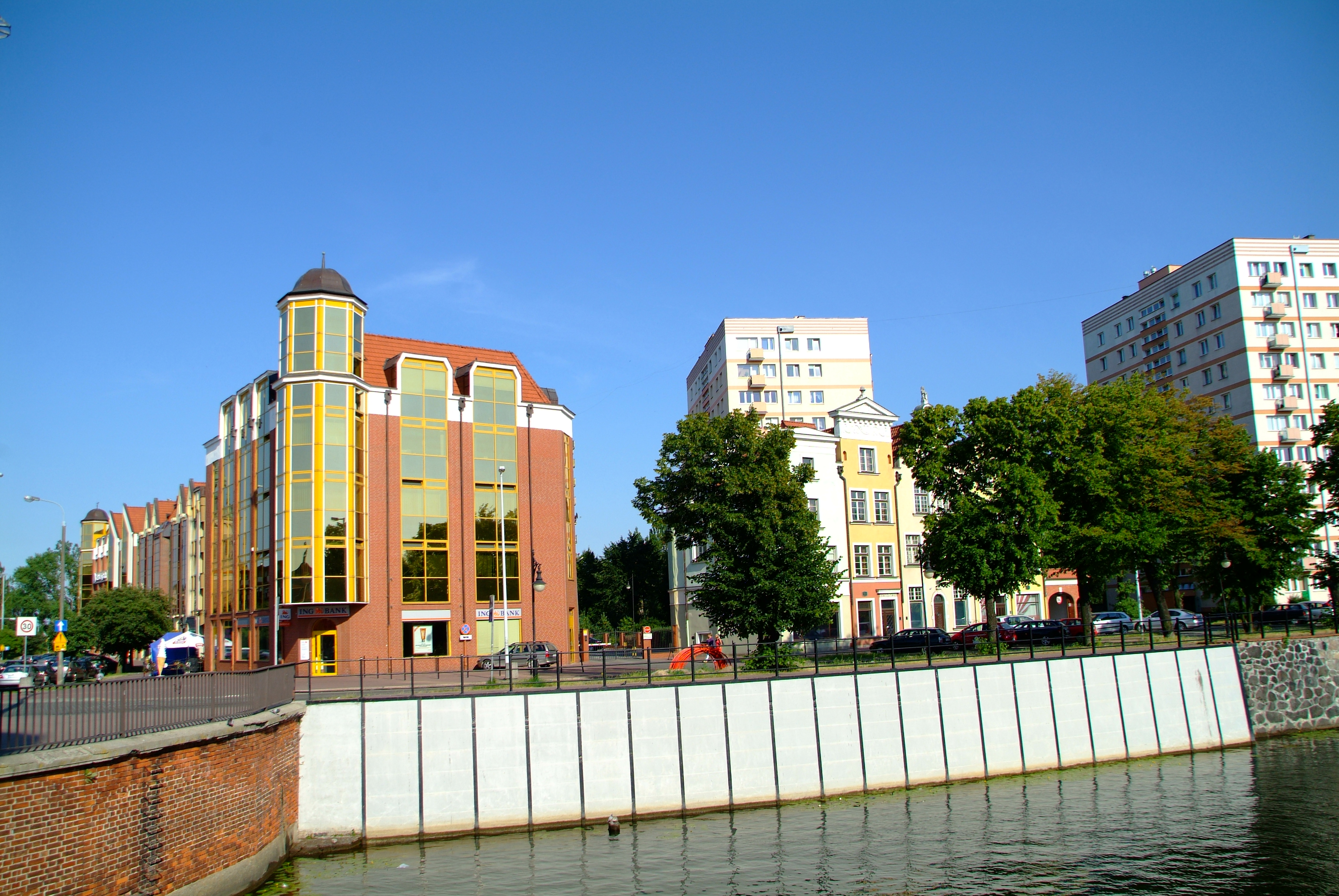
Fragment pierzei południowej zabudowanej w latach 90. XX w. historyzującymi kamienicami, w tle punktowce z wielkiej płyty, na tyłach dawnych ogrodów, 2010

Zanim Długie Ogrody znalazły się w obrębie miejskich fortyfikacji, osiedlali się tu drobni rzemieślnicy reprezentujący kilka profesji typowych dla stoczniowo-portowego miasta (przede wszystkim dominowali powróźnicy). Bezpiecznie czuli się też tzw. partacze, odłączeni od cechów, przez co wykonujący rzemiosło nielegalnie.
Przez setki lat handlarze i rzemieślnicy mieli przy Długich Ogrodach doskonałe możliwości zbytu dla swoich usług i towaru. Aż do XIX w. w każdą środę i sobotę, było tam czynne wielkie targowisko. Po zasypaniu głębokiego kanału odwadniającego tutejszy trakt wiodący w kierunku wschodnim, ogromnie zyskał na urodzie. Pod koniec XVIII w. zasadzono efektowne szpalery drzew, wzdłuż których w okresie Jarmarku św. Dominika ustawiano stragany.
Odcinek Długich Ogrodów, który wychodził poza Bramę Żuławską, miał już w XVI w. swoją nazwę. Zwał się on ze słowiańska Knipawą, stąd też w zapiskach dawnych pamiętnikarzy wspomniana brama nosi nazwę Brama Knipawska. Brama ta wiodła do Królewca. Jednym z miast, składających się na królewiecką aglomerację, była (jak podaje Wacław Odyniec) właśnie Knipawa.
W Średniowieczu ten rejon miasta kojarzył się z kościołem i szpitalem św. Barbary. Szpitalik, do którego prócz podróżnych przywożono cierpiących flisaków, istniał tu już od 1387. Tuż przy nim znajdowała się niewielka kapliczka, na miejscu której w latach trzydziestych XV w. wzniesiono solidną świątynię halową. Przy kościele funkcjonowała szkoła i przytułek. Kompleks prawie doszczętnie spłonął w 1499. W XVIII w. dobudowano do gotyckiej świątyni nawę południową.
W latach 1751–1760 przy Długich Ogrodach wzniesiono jedyny niegdyś w Gdańsku kompleks pałacowy, zbudowany według projektów włoskiego architekta. Siedzibę miał tam niegdyś polski magnat, Jerzego Wandalina Mniszcha, który odkupił kompleks od Mikołaja Wojciecha Weihera. Po wkroczeniu do miasta wojsk napoleońskich urządzono tu komendę miasta. Rezydował w niej w 1810, jako gość, hr. Jeana Rappa – ówczesny minister wojny Księstwa Warszawskiego – książę Józef Poniatowski. Pałac rozebrano w 1906. W gdańskim Muzeum Narodowym zachowały się jedynie zdobiące niegdyś bramę wjazdową rzeźby dłuta Johanna Heinricha Meissnera.
Około 1860 po południowej stronie Długich Ogrodów powstał Wilhelmstheater z salą widowiskową na ponad 1000 osób (550 na parterze i 460 na galeriach). Przed 1939 siedziba teatru rewiowego „Scala”, używanego też do popisów cyrkowych, walk bokserskich i projekcji kinowych.
Przy Langgarten 52 od 1883 do śmierci męża mieszkała Nanette Falk-Auerbach. Przy Langgarten 74 mieścił się konsulat generalny Rosji (1926-1941).
Na terenie osiedla w latach 1820–1830 adaptowano bądź przebudowywano całe kwartały na obiekty wojskowe. Jeden z nich, budynek dawnych koszar piechoty, został w końcu XX w. pieczołowicie odrestaurowany i zaadaptowany na potrzeby Akademii Muzycznej.
W 1997, w 1000-lecie miasta, została wybudowana przystań jachtowa Marina Gdańsk.

### Inne historyczne i zabytkowe obiekty
- Dom Pod Murzynem (zbudowany 1728-1735), ul. Szafarnia 3[2]
- Spichlerz Nowa Pakownia (z połowy XVIII w.), ul. Szafarnia 9[6]
- Budynek przedwojennego Gimnazjum Królewskiego, niem. Königliche Gymnasium (zbudowane 1878-1881), ul. Łąkowa 1[2]
- Dawne koszary piechoty (z 1880), ul. Łąkowa 2[7]
- Dawne koszary, ul. Ułańska
- Zespół Rzeźni Miejskiej (zbudowany 1893-1894, otwarty 1 listopada 1894), ul. Angielska Grobla 19[8]